# 도시 깃발 목록
다음 목록은 전세계에 있는 도시 깃발 목록이다.
오세아니아

캔버라
퍼스
애들레이드
멜버른
시드니
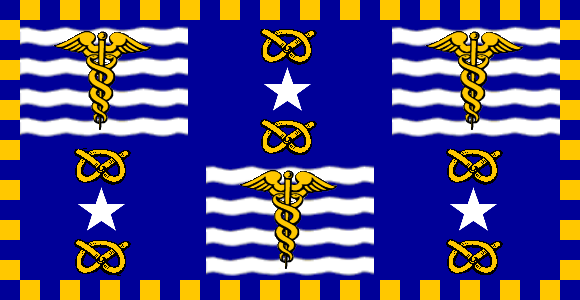
브리즈번
웰링턴
포트모르즈비
호니아라

북아메리카

오타와
토론토
몬트리올
퀘벡
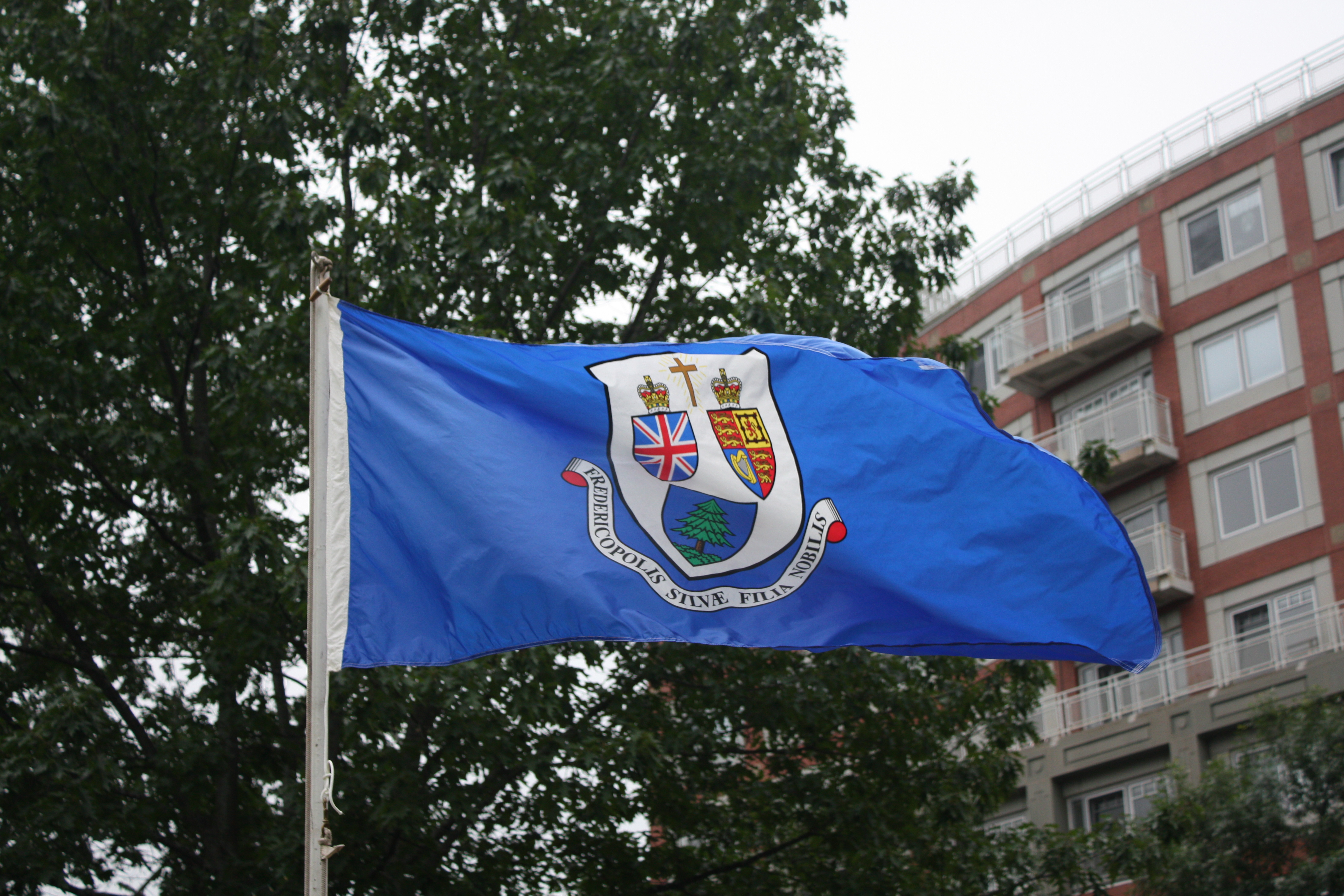
프레더릭턴
포틀란드
라스베가스
로스앤젤레스
시카고
휴스턴
워싱턴.D.C
뉴욕
멕시코시티
하바나
마나과

남아메리카

보고타
메데인
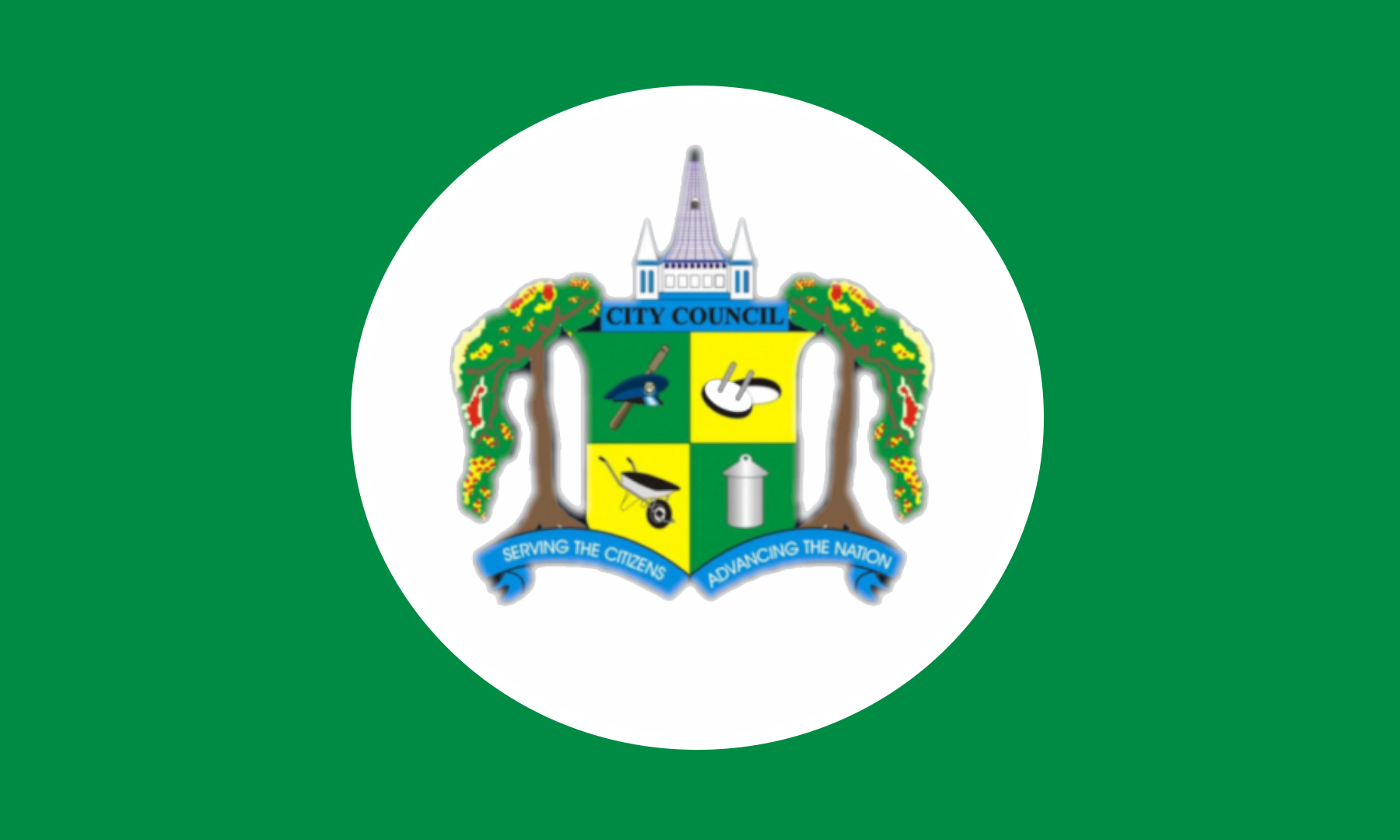
조지타운
키토
과야킬
트루히요
마나우스
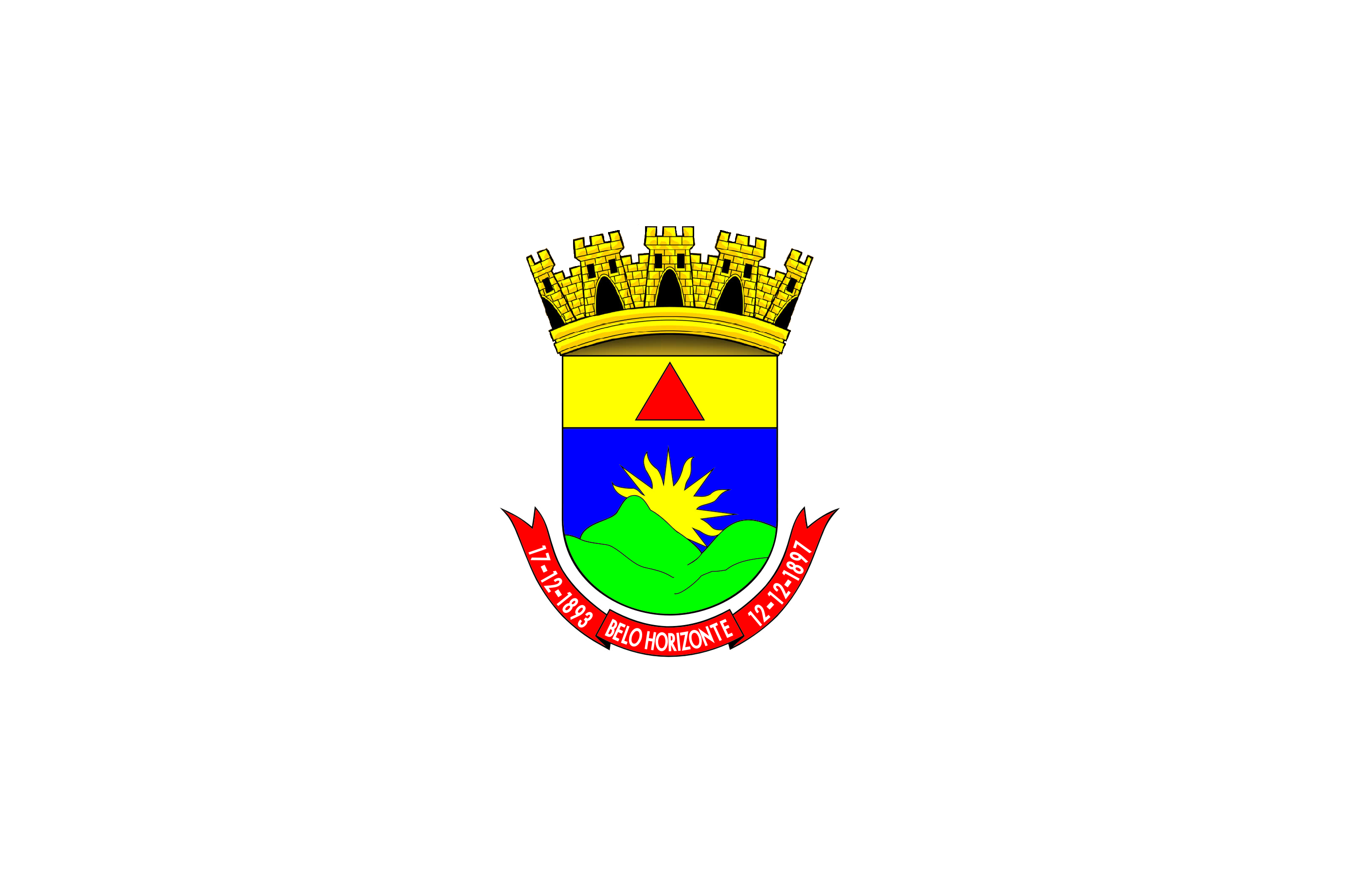
벨루오리존치
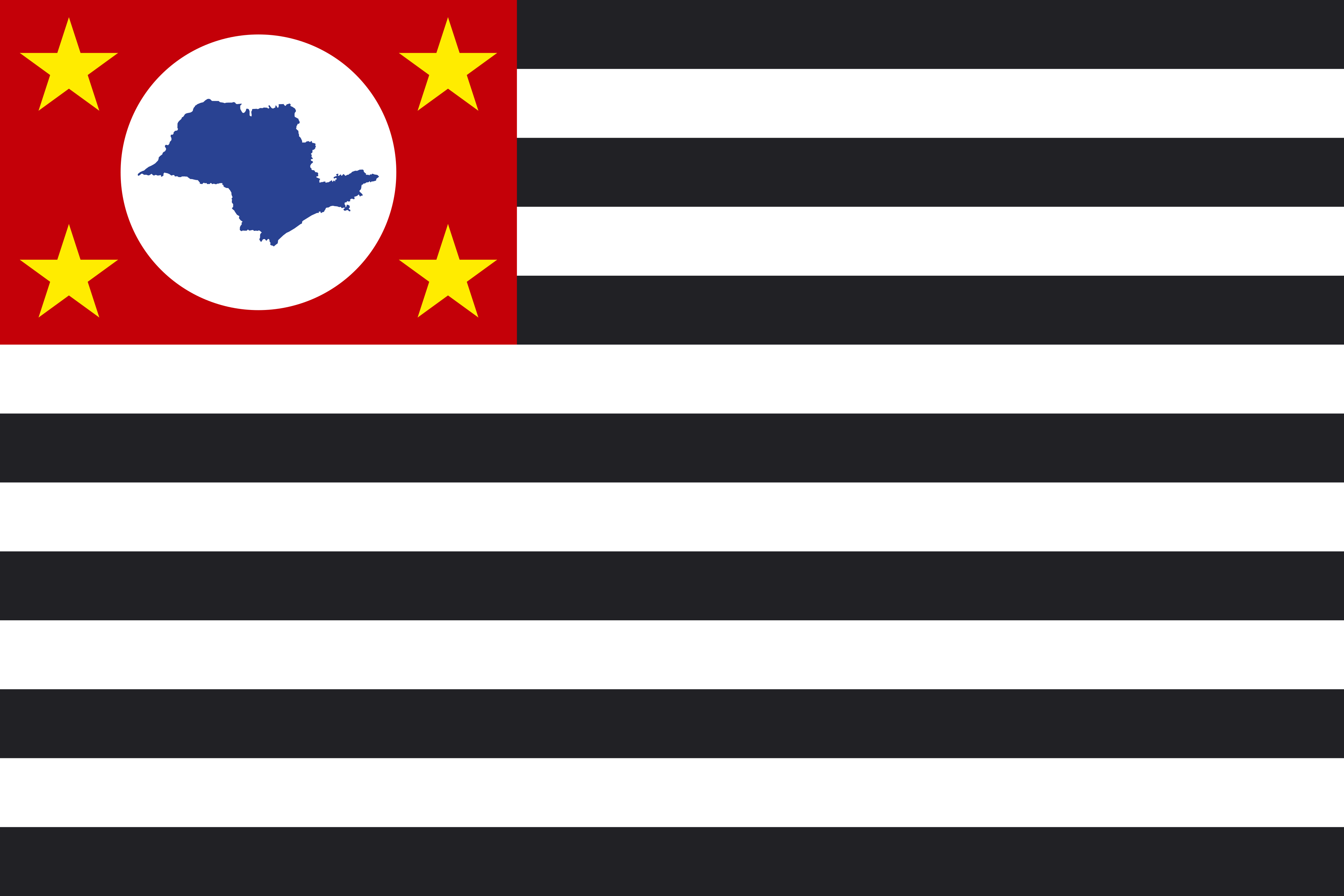
상파울로
쿠리티바
포르토알레그리
라파스
산타크루즈
아순시온
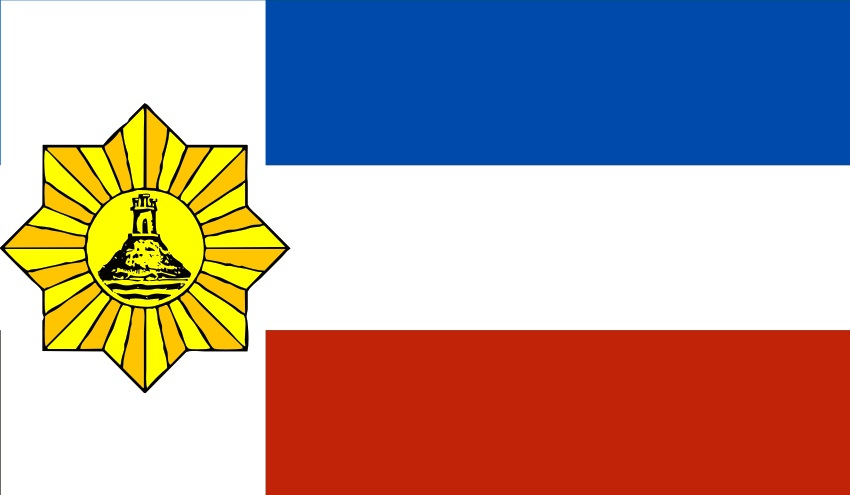
몬테비데오
산티아고
부에노스아이레스